# Secreto de amor
Secreto de amor é uma telenovela venezuelana-americana exibida em 2001 pela Venevisión.

## Elenco
- Scarlet Ortiz ....María Clara Carvajal / María Clara Roldán Carvajal
- Jorge Aravena .... Carlos Raúl Fonseca
- Aura Cristina Geithner ....Barbara Serrano-Zulbarán
- Astrid Gruber ....  Vilma Altamirano Santana
- Jorge Luis Pila ....Lizandro Serrano-Zulbarán
- Griselda Noguera ....  Doña Prudencia Santana vda. de Serrano-Zulbarán
- Carla Ortiz ....Andrea Carvajal / Andrea Ferrer Carvajal
- Astrid Carolina Herrera....Yesenia Roldán
- Ariel López Padilla ....Dr. Ricardo Sandoval
- Yadira Santana .... Coralia Hernández
- Anna Silvetti .... Victoria vda. de Viloria
- Yul Bürkle ....Braulio Viloria
- Humberto Rossenfeld ....Reinaldo Viloria
- Lino Ferrer ....Florencio Gordoño
- Reinaldo Cruz ....Erasmo Ferrer
- Adriana Cataño ....Elisa Ferrer
- Hans Christopher ....Amado
- Sandro Finoglio ....Luciano Ibáñez
- Zurich Valera ....Natalia Díaz
- Anette Vega ....Luna
- Lisbeth Manrique ....Lluvia
- Luis Masías ....Alexander Ríos
- Claudia Reyes ....Melisa Padilla
- Yina Vélez ....Inés Lara
- Carlos Mesber ....Alfonso
- Diana Quijano ....Isolda García
- Ana Karina Casanova .... Erika
- Chao ....Ramiro
- Johnny Nessy ....Larry García
- Nury Flores... Enfermera
- Irina Rodriguez
- Carolina Vielma... Pierina
- Gellerman Baralt
- Anthony Alvarez... Osvaldo Rosales